# چارلز هندی
چارلز هندی (به انگلیسی: Charles Handy) (۱۹۳۲–۲۰۲۴) نویسنده و فیلسوف ایرلندی بود.

## زندگی‌نامه
چارلز هندی در سال ۱۹۳۲ میلادی در ایرلند زاده شد. پدرش یک کشیش پروتستان بود که به گفته خودش نقش مهمی در زندگی او ایفا کرده و تمایل به پرسیدن چرا را در او تقویت کرده‌است.

## دوران کاری
هندی در سال ۱۹۵۵ در رشته فلسفه و تاریخ کلاسیک از دانشگاه آکسفورد با درجه ممتاز لیسانس گرفت. سپس به مدت ده سال به عنوان مدیر فروش رویال داچ شل در مالزی مشغول به کار شد.
اما در سال ۱۹۶۷ در رشته مدیریت در دانشگاه ام آی تی فارغ‌التحصیل شد و سپس در مدرسه مدیریت اسلوان در ام آی تی به کار پرداخت. او در این مدت با وارن بینس متفکر مشهور مدیریت آشنا می‌شود و از او بیشترین تأثیر را می‌پذیرد. او بینس را پدر معنوی خود به‌شمار می‌آورد.
پس از آن به انگلستان بر می‌گردد و در تشکیل و تأسیس مدرسه بازرگانی لندن فعالیت می‌کند و خود در سال ۱۹۷۲ موفق به اخذ درجه استادی در دانشکده مدیریت در رشته روانشناسی می‌شود. او سال‌ها به عنوان مفسر بی‌بی‌سی مشغول به کار بود و شهرت جهانی کسب کرد. چارلز هندی معروفترین و اثرگذارترین چهره اروپایی در میان متفکران و اندیشمندان علم مدیریت به‌شمار می‌رود. او یک فیلسوف اجتماعی برجسته و مشاور زبردست مدیریت است که تجربه سالیان متمادی مشاوره و تحقیق در حوزه‌های مختلف سازمانی واجتماعی و مدیریتی را با خود همراه دارد.

هندی نویسنده‌ای توانا بود که کتاب‌های متعددی در زمینه‌های طبیعت کار، عمر سازمانی، اخلاق و ارزشها، جستجوی معنا در زندگی و کار و آینده کار تألیف و منتشر ساخته‌ است که بیش از یک میلیون نسخه از آن‌ها به فروش رفته‌ است. کتاب‌های او همگی سرشار از نکات نغز و راهگشا در حوزه‌های اجتماعی و مدیریتی است که با نگرشی بدیع و زبانی فصیح ارائه شده‌است. به تعبیر وارن بینس، چارلز هندی فردی است که به حوزه مدیریت، وقار و جذبه‌ای فیلسوفانه بخشیده‌است. از همین روست که او با هنرمندی سحرانگیزی سبک‌ها و شیوه‌های مدیریتی در اداره سازمان‌ها را بر خدایان اسطوره‌ای یونان قدیم تطبیق می‌دهد و جایگاه مناسب اختلاط فرهنگ‌ها و توازن فرهنگ‌ها و خلوص فرهنگی و تناسب فرهنگی را مشخص می‌سازد. او در این راه از واژگان خاص خود بهره می‌جوید و انواع سازمان‌های شبدری، فدرال، هوشمند و شهروندی را معرفی و تشریح و مقایسه می‌کند. ذهن وقار و بیان بلیغ او در پی آن است که به آدمیان و رهبران و سازمان‌ها و نهادهای اجتماعی و حکومت‌ها نهیب زند که تغییر را بشناسند و راه‌های مواجهه با آن را بیابند.

او این عصر را عصر سُنت گریزی و تغییرات سریع ناپیوسته می‌داند. راه حل مقابله با این ناپیوستگی به نظر او شیوه نگرش متفاوت و به تعبیر او تفکر واژگون است. هندی عصر کنونی را عصر تناقض و تضاد معرفی می‌کند که در جنبه‌های مختلف آگاهی، کار، بهره‌وری، زمان، سازمان، فردگرایی، بازنشستگی و عدالت خود را بروز می‌دهد و همگان را به تحت کنترل درآوردن آن‌ها دعوت می‌کند. او جنبه‌های مثبت و منفی نظام سرمایه‌داری را برمی‌شمرد و گلایه و نگرانی خود را از اینکه پول به عنوان مهم‌ترین شاخص پیروزی مطرح شده و ثروت ناشی از نظام بازار به درستی توزیع نشده پنهان نمی‌کند و به صراحت خشم خود را اعلام می‌دارد. او بر این باور است که روح تشنه انسان و جوامع انسانی صرفاً بااقتصاد مبتنی بر پول سیراب نمی‌شود و از همین روست که همگان را به آغاز دگرگونی از خود فرا می‌خواند و مسیر تعالی و جاودانگی را نشان می‌دهد.

## مفاهیم و اصطلاحات
- ناپیوستگی
- تفکر واژگون
- سازمان شبدری
- سازمان فدرالی
- منحنی دوم